# Falkendiek
Falkendiek is een plaats in het uiterste noorden van de Duitse gemeente Herford, deelstaat Noordrijn-Westfalen, en telt 861 inwoners (31 december 2015). De Bundesstraße 61 richting Minden scheidt het stadsdeel van Schwarzenmoor.

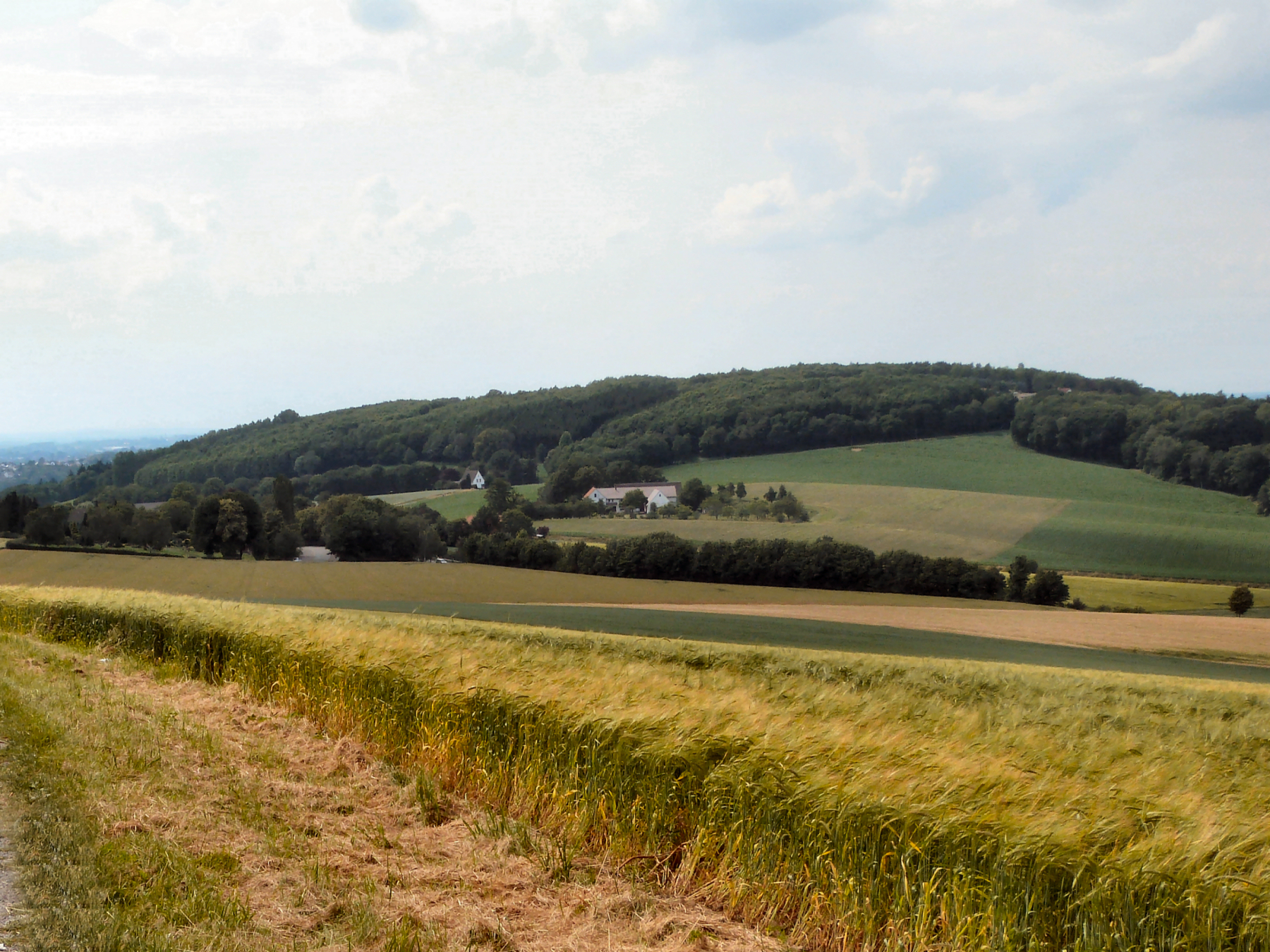
Gezicht op Falkendiek en zijn heuvelachtige omgeving
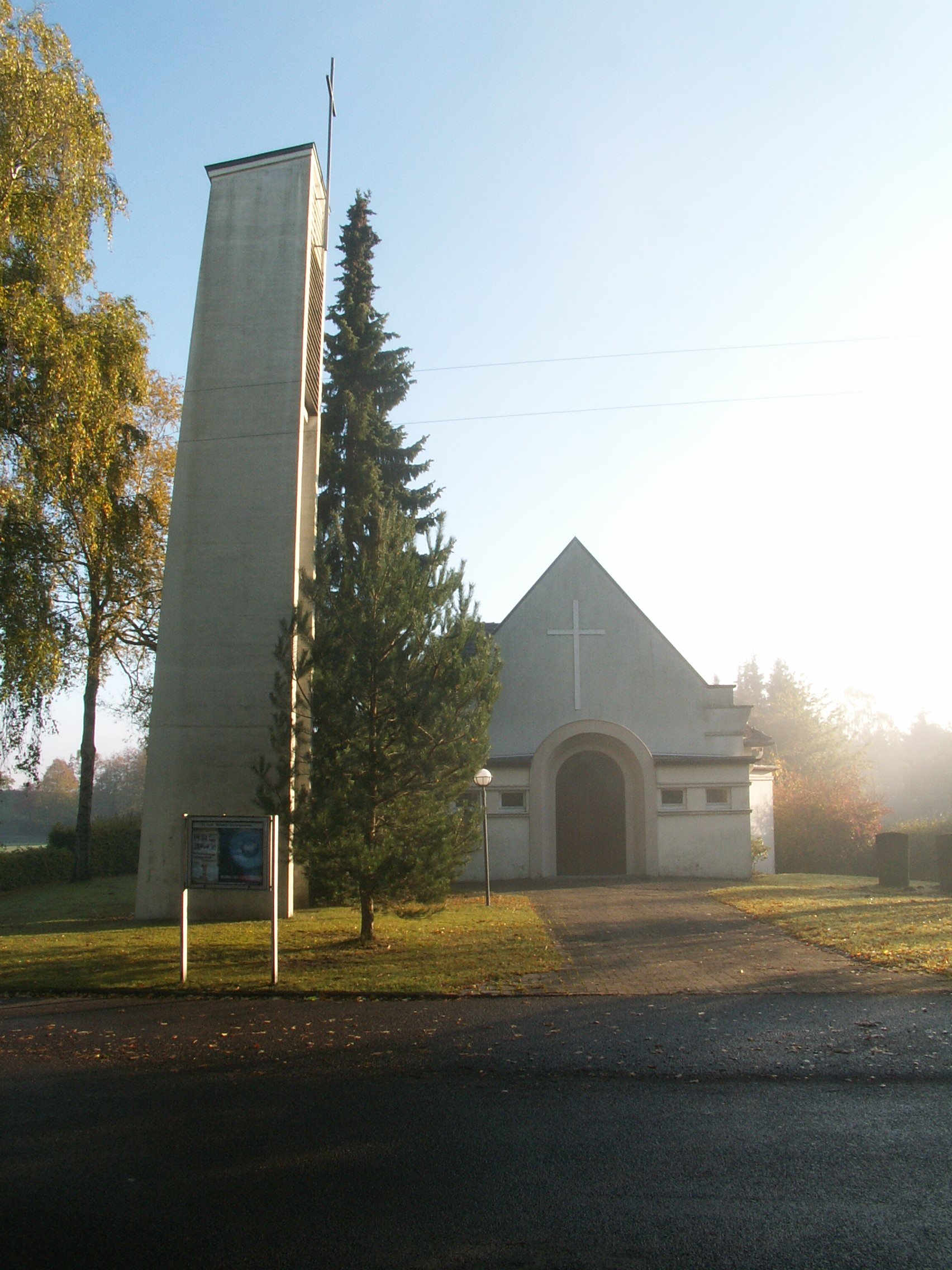
Evang.-lutherse Trinitatiskirche (Kerk van de Heilige Drie-eenheid, bouwjaar 1963)